# Кингисепп (пароход)
«Кингисе́пп» или «Ижорец-2» — буксир (буксирный пароход) типа «Ижорец».

## История
Построен на Усть-Ижорской верфи Ижорским заводом под наименованием «Ижорец-2». С 1934 года в составе Северного морского пароходства, с 1940 года — Беломорско-Онежского пароходства. Работал на Онежском озере, Беломорско-Балтийском канале (ББК). Одним из первых судов на ББК был радиофицирован.
В первые дни Великой Отечественной войны подвергся удару вражеской авиации, бомбившей 8 шлюз ББК, благодаря манёврам (капитан М. Д. Кукушкин), пароход был спасён.
27 сентября 1941 года, в последний день эвакуации города Петрозаводска, забуксировал баржу № 485 с гражданским населением города, в основном с женщинами и детьми. В Петрозаводской губе, у Ивановских островов по судну и барже был открыт артиллерийский огонь финской батареи из района села Деревянное. Один из снарядов попал в баржу, где вспыхнул пожар, после чего баржа затонула.
Капитан Михаил Кукушкин смог подойти к тонущей барже и спасти 78 человек из 119 находившихся на барже. Со спасёнными пароход дошел до Клименицкого острова, а затем доставил их в посёлок Шала.
В 1942 году судно было переведено в Беломорск, для буксировки судов с грузами для фронта.
Один из первых озерных судов пароходства, освоивших плавание в Белом море — буксир собирал аварийную древесину у островов Большой и Малый Жужмуй, перевозил пиломатериалы из Онеги. В период войны на буксире служили и женщины — рулевой Лидия Кучина и матрос Нина Климовская.
Команда судна была неоднократно награждена советскими правительственными наградами. За успешный переход по Белому морю с баржей с ценным грузом во время Великой Отечественной войны капитан парохода М. Д. Кукушкин был награждён орденом Красной Звезды.
Выведен из эксплуатации в 1965 году, списан.